# Murina huttoni
Murina huttoni (Peters, 1872) è un pipistrello della famiglia dei Vespertilionidi diffuso in Asia orientale.

## Descrizione

### Dimensioni
Pipistrello di piccole dimensioni, con la lunghezza della testa e del corpo di 48 mm, la lunghezza dell'avambraccio tra 35 e 37 mm, la lunghezza della coda tra 37 e 39 mm, la lunghezza del piede di 6 mm, la lunghezza delle orecchie tra 16 e 17,5 mm e un peso fino a 11 g.

### Aspetto
La pelliccia è lunga, densa e molto soffice. Le parti dorsali sono marroni con la base dei peli scura, mentre le parti ventrali sono più chiare con la base dei peli più scura. Il muso è stretto, allungato, con le narici protuberanti e tubulari. Gli occhi sono molto piccoli. Le orecchie sono lunghe, ovali e ben separate tra loro. Il trago è lanceolato. Le ali sono attaccate posteriormente alla base dell'artiglio dell'alluce. I piedi sono piccoli e ricoperti di peli. La punta della lunga coda si estende leggermente oltre l'ampio uropatagio, il quale è densamente ricoperto di peli. Il calcar è lungo.

## Biologia

### Comportamento
Si rifugia sotto le grandi foglie di alberi come il Banano, alla loro base o sotto le cortecce.

### Alimentazione
Si nutre di insetti.

## Distribuzione e habitat
Questa specie è diffusa nella parte settentrionale del Subcontinente indiano e dell'Indocina dal Pakistan al Vietnam, Cina meridionale e Penisola malese.
Vive nelle foreste sempreverdi collinari e montane, a foglia larga tropicali e nelle piantagioni di banana tra 400 e 2.500 metri di altitudine.

## Tassonomia
Sono state riconosciute 2 sottospecie:
- M.h.huttoni: Pakistan settentrionale, Nepal, stati indiani dell'Arunachal Pradesh, Assam, Jammu e Kashmir, Meghalaya, Uttarakhand e West Bengal;
- M.h.rubella (Thomas, 1914): province cinesi del Fujian, Jiangxi, Guangxi, Myanmar  e Thailandia settentrionali, Laos, Vietnam e Penisola malese.

## Conservazione
La IUCN Red List, considerato il vasto areale e la popolazione presumibilmente numerosa, classifica M.huttoni come specie a rischio minimo (Least Concern)).